# 리썰 웨폰 4
《리썰 웨폰 4》(영어: Lethal Weapon 4)는 1998년 개봉한 미국의 영화이다.

## SBS 성우진 (2001년 1월 23일)
- 양지운 - 마틴 릭스(멜 깁슨)
- 유해무 - 로저 머터프(대니 글로버)
- 윤소라 - 로나 콜(러네이 루소)
- 장광 - 리오 게츠(조 페시)
- 홍성헌 - 고화승(이연걸)
- 최병학 - 장군(데이너 리)
- 김새영 - 베니 삼촌(진금상) / 홍씨의 삼촌(주우건)
- 김창주 - 홍씨(고웅) / 엔지의 파트너(토니 키스)
- 김혜경 - 리안 머터프(트레이시 울피)
- 임성표 - 머피 반장(스티브 카핸) / 경찰(리차드 릴)
- 김영훈 - 엔지(칼빈 정) / 고화승의 형(이원패)
- 김민석 - 리 버터스(크리스 락)
- 변선미 - 머터프의 작은 딸(에보니 스미스) / 핑(스티븐 램)
- 조유연 - 머터프의 아내(달린 러브) / 우드 박사(메리 엘렌 트레이너)
- 원호섭 - 머터프의 아들(데이몬 하인스) / 중국인 웨이터(필립 탄)